# 波克罗夫斯克 (俄罗斯)
波克罗夫斯克 （俄语：Покро́вск）是俄罗斯萨哈共和国的一个城市，位于雅库茨克西南78公里处。人口10092人（2002年人口普查）；9283人（1989年人口普查）。该地于1682年建立，1998年升格为城镇。